# Rue Nicolas-Houël
La rue Nicolas-Houël est une voie située dans le quartier du Jardin-des-Plantes dans le 5e arrondissement de Paris.

## Situation et accès
Le tronçon ouest de cette ancienne voie (le plus court) est accessible aux élèves et personnels des établissements scolaires privés « Sœur-Rosalie » et « Louise-de-Marillac » tenus par des religieuses de la Charité sous contrat avec l'État ; il forme la cour de ces établissements, longue de 50 m environ et donnant au no 32 de la rue Geoffroy-Saint-Hilaire.
Le tronçon central (le plus long) forme l'allée Nicolas-Houël du campus de 3,5 hectares du Muséum national d'histoire naturelle situé au sud de la rue Buffon (le « clos Patouillet » aussi appelé « îlot Buffon-Poliveau ») dont l'accès est ouvert au personnel, aux étudiants et aux visiteurs de cette institution ; les bâtiments de ce tronçon, long de 220 m environ, abritent des laboratoires, des collections scientifiques parmi les plus importantes au monde, et des bibliothèques.
Le tronçon est (formant une impasse, mais toujours dénommé « rue ») est ouvert à tout public et dessert la « Villa Austerlitz » (cité accessible aux seuls résidents et invités) ; cette impasse est longue de 170 m environ et donne sur le boulevard de l'Hôpital.

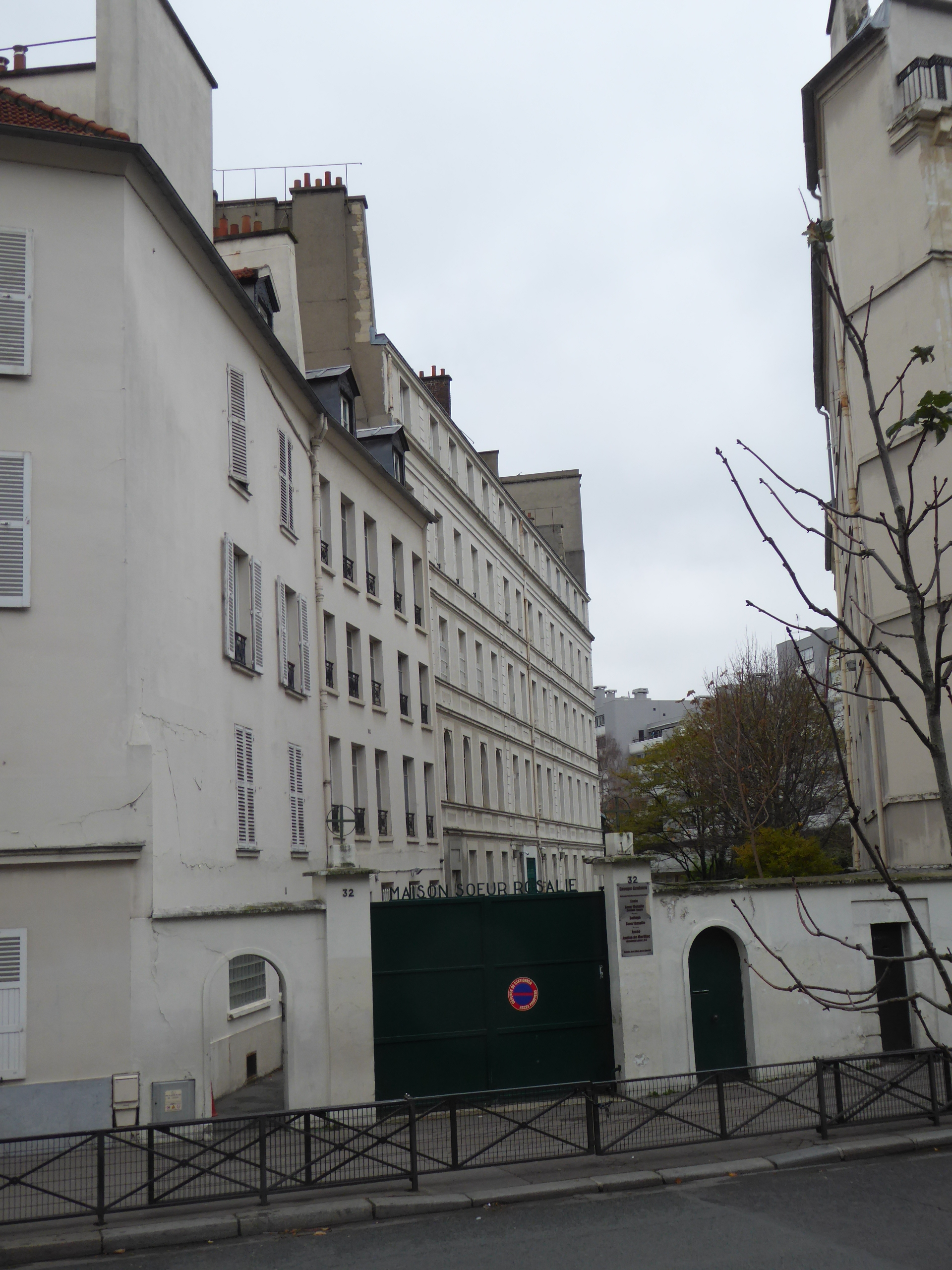
Portail de l'école privée « Sœur-Rosalie » vu de la rue Geoffroy-Saint-Hilaire.
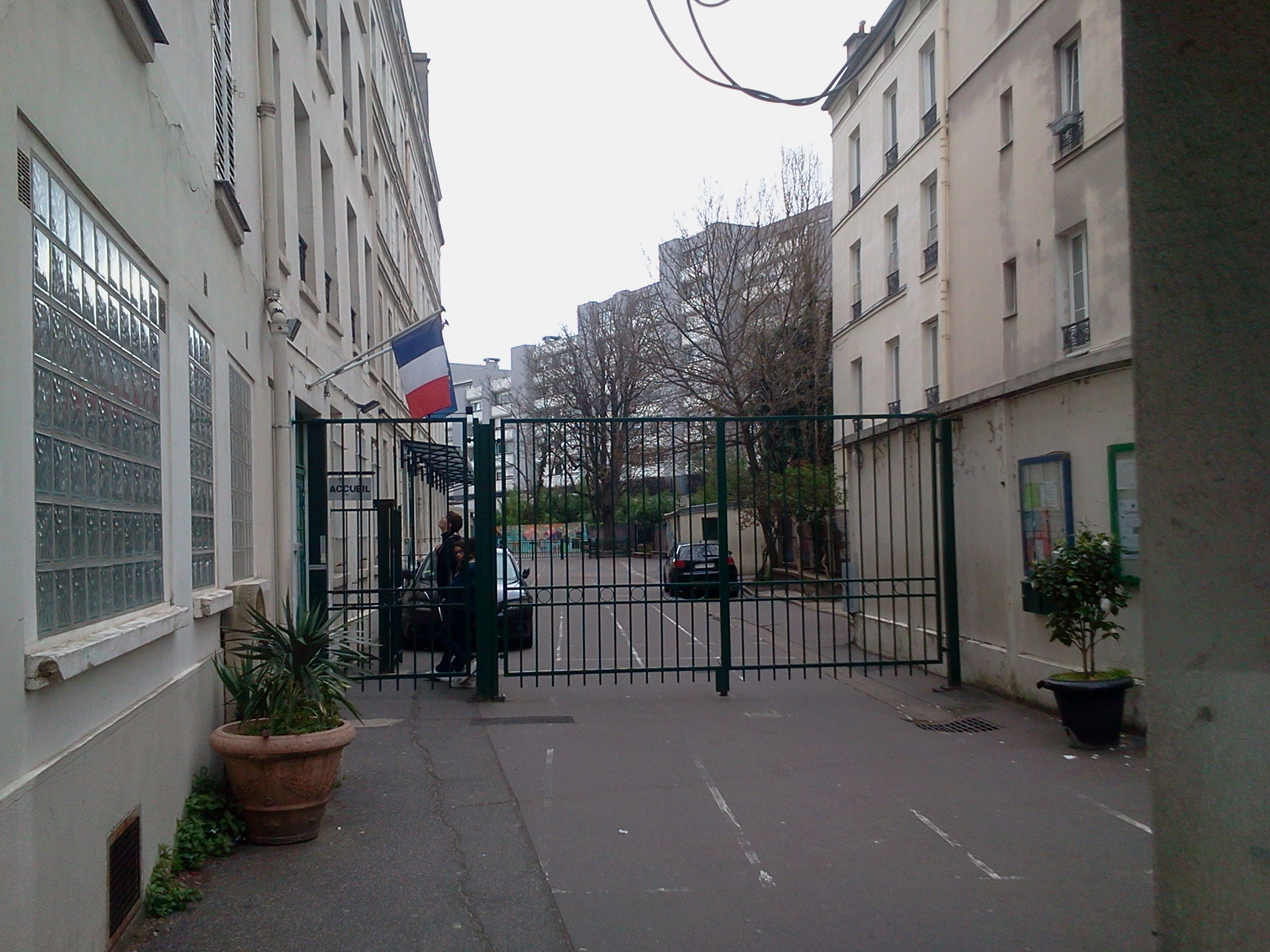
Partie Ouest : cour de l'école privée « Sœur-Rosalie » vue du portail sur la rue Geoffroy-Saint-Hilaire.
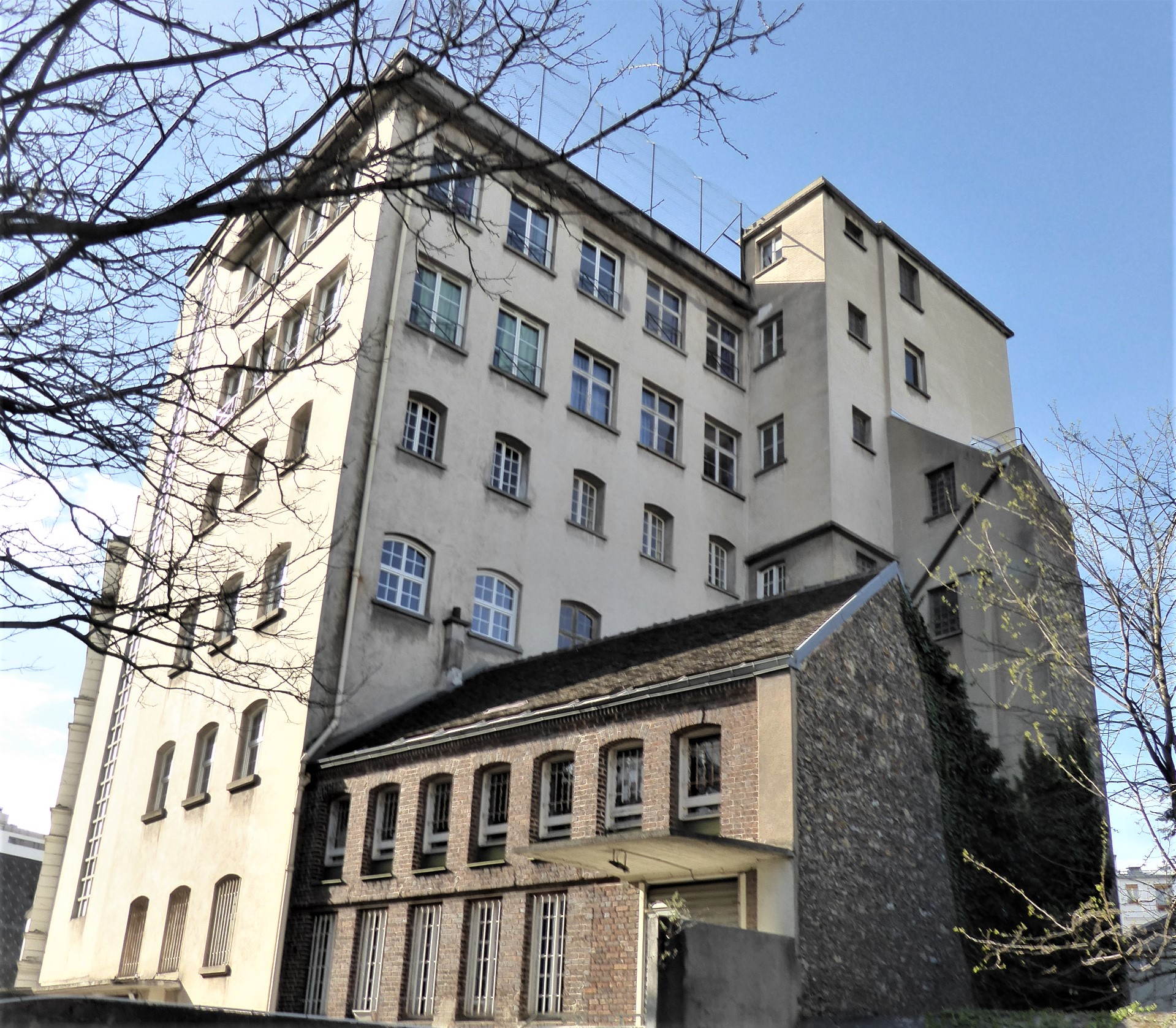
Anciennes mégisseries au Nord de la cour de l'école privée « Sœur-Rosalie ».
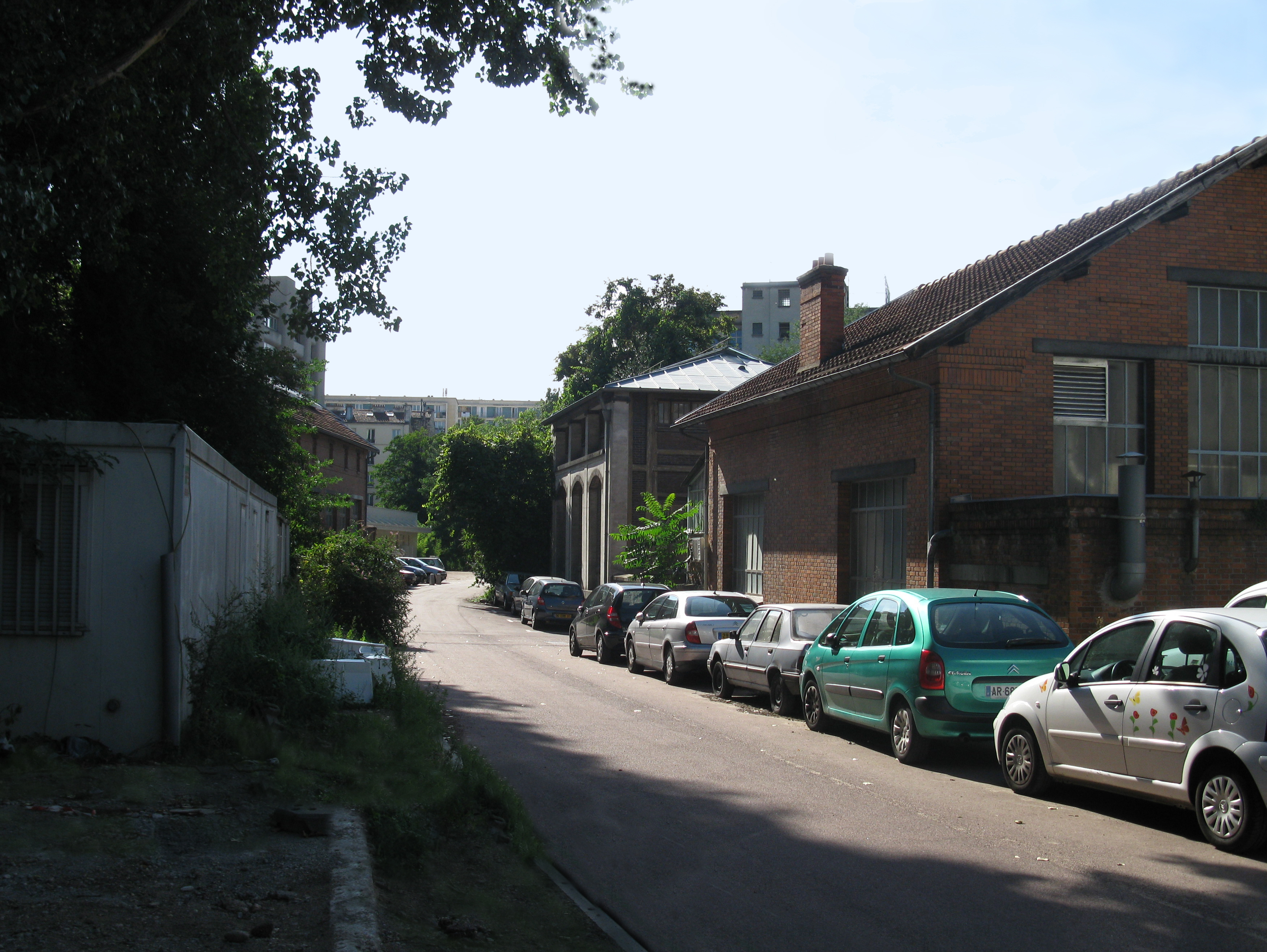
Partie centrale de la rue, devenue « allée Nicolas-Houël », dans l'enceinte du Muséum.
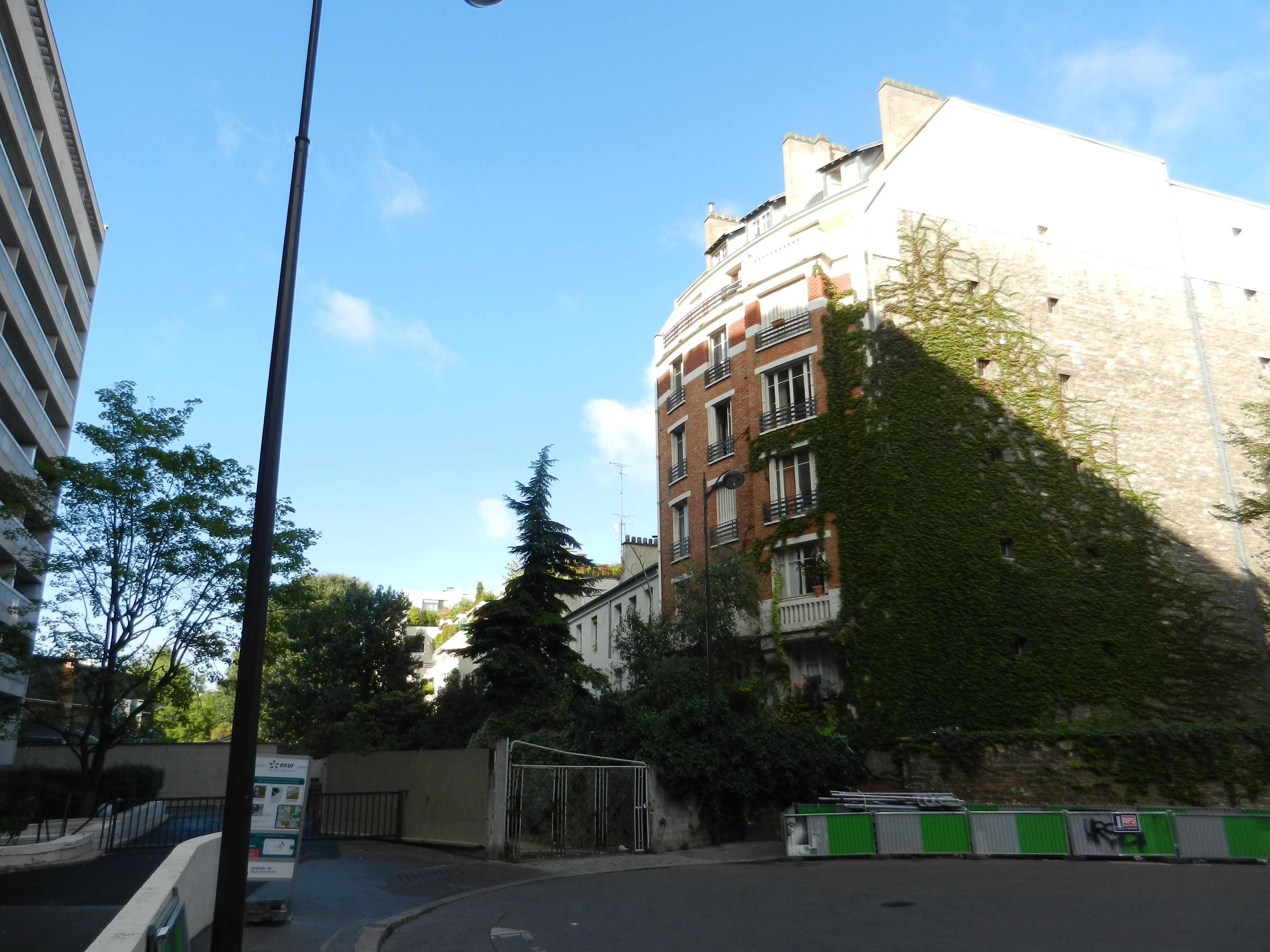
Partie Est : fond de l'impasse reliée au Boulevard de l'Hôpital.
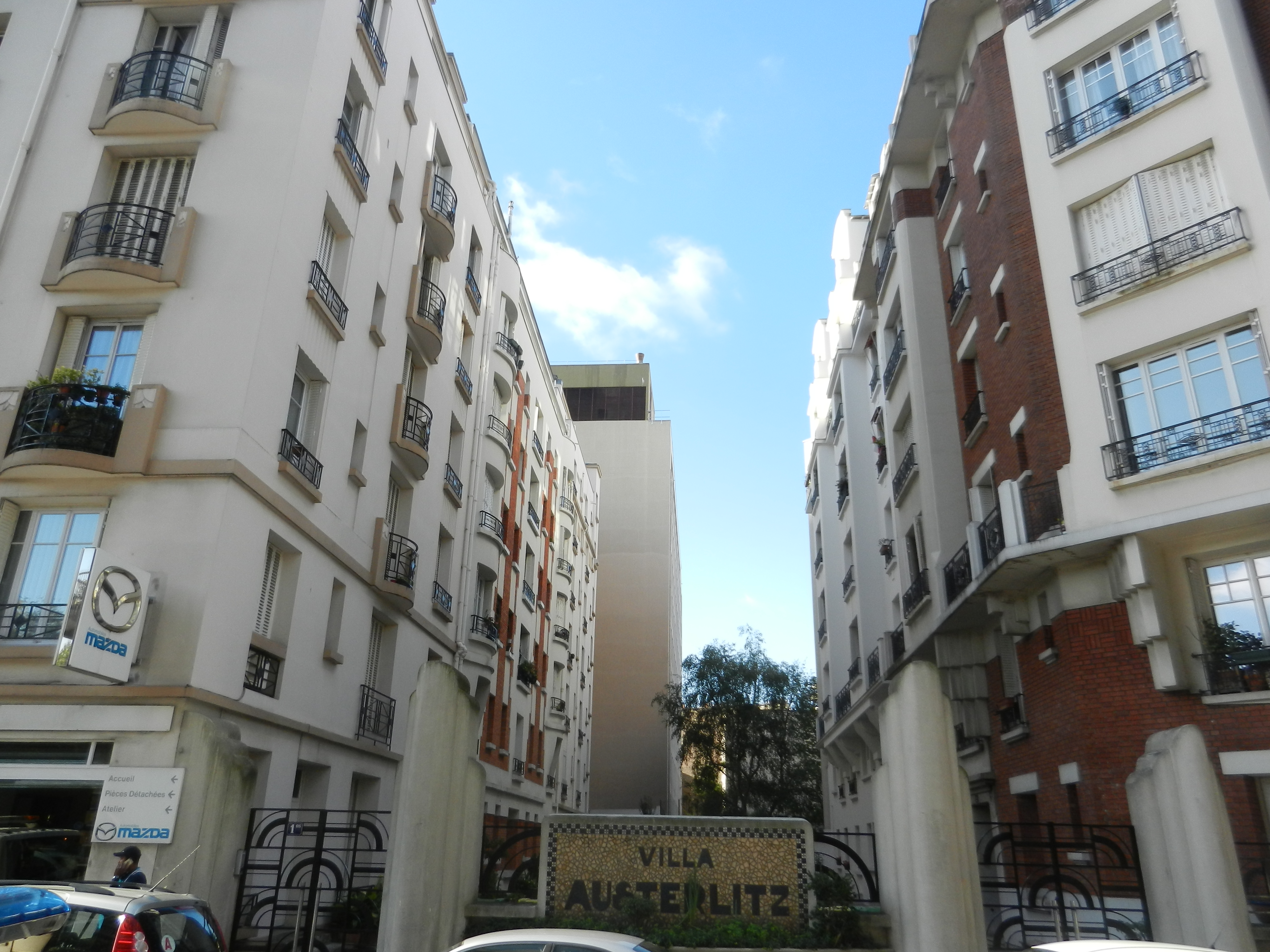
La « Villa Austerlitz ».

L'actuelle « rue » (impasse) Nicolas-Houël est desservie par les lignes 5 et 10 à la station Gare d'Austerlitz.

## Origine du nom
Elle porte le nom de Nicolas Houël (1524-1587), apothicaire, écrivain et initiateur de la faculté de pharmacie de Paris, qui avait enseigné l'herboristerie dans les parages, sur ce que l'on appelait alors la « terre d'Alez ».

## Historique
Le naturaliste Buffon acquiert au XVIIIe siècle le « clos Patouillet » comprenant les deux rives de la Bièvre et rattaché au Jardin royal des plantes médicinales, devenu en 1793 le Muséum national d'histoire naturelle. La « desserte du jardin du Roy » ou « allée du rempart Saint-Victor » longe alors ces jardins : c'est l'actuelle rue Buffon.
Lors de la guerre franco-allemande de 1870, pendant le siège de Paris (1870-1871), un hôpital de campagne est ouvert dans les laboratoires du « clos Patouillet » réquisitionnés par l'armée, les pépinières du laboratoire de physiologie végétale devenant des jardins vivriers. À la paix, la Troisième République rendit au Muséum l'usage de ces laboratoires et terrains adjacents. La Bièvre qui les traversait, et le long de laquelle des tanneries et des mégisseries s'étaient installées, fut recouverte entre 1885 et 1896, devenant une rue allant de la rue Geoffroy-Saint-Hilaire au Boulevard de l'Hôpital, dont le tracé correspond au parcours et au dernier méandre de la rivière. La rue fut nommée « Nicolas-Houël » vers cette époque (elle figure sur des plans de la fin du XIXe siècle) mais n'apparaît dans la liste des voies de Paris que depuis le 26 février 1902.
Pendant la Première Guerre mondiale, les laboratoires, semis et graineteries du Muséum furent enclos par sécurité, de sorte que seule la partie orientale de la rue, qui débouche boulevard de l'Hôpital, resta ouverte à la circulation publique : c'est depuis lors une impasse, mais qui a conservé l'intitulé « rue ». Du côté de la rue Geoffroy-Saint-Hilaire, la rue est devenue la cour des établissements d'enseignement privé « Sœur Rosalie » qui ont aussi investi les anciennes mégisseries liées à la présence de la Bièvre.

Compte tenu de la pression foncière dans la capitale, le Muséum a été menacé à plusieurs reprises entre 1970 et 2013, de voir ses laboratoires démolis pour faire place soit à des projets immobiliers (dont une partie a été réalisée dans les années 1970 sur les semis du Muséum donnant 2-20 rue Poliveau) soit à la faculté de Censier durant le désamiantage de celle-ci.

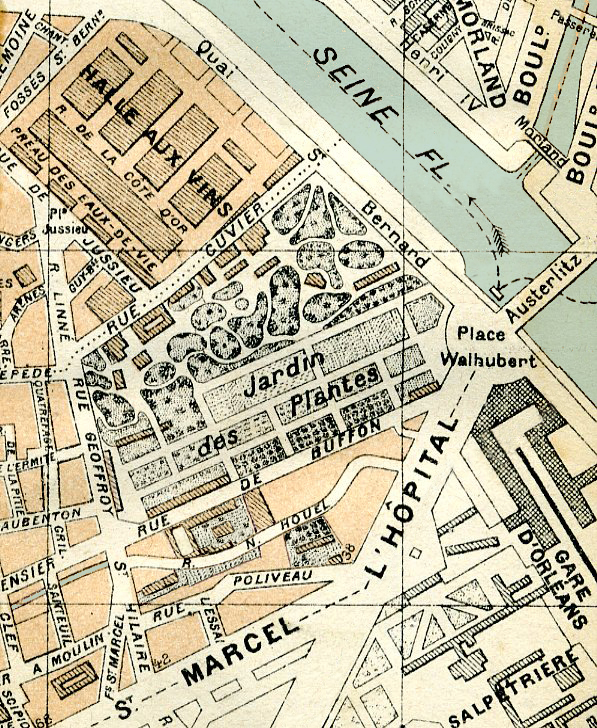
Sur le plan de Paris de Guillemin (1890) la rue Nicolas Houël figure couverte et ouverte d'un bout à l'autre.
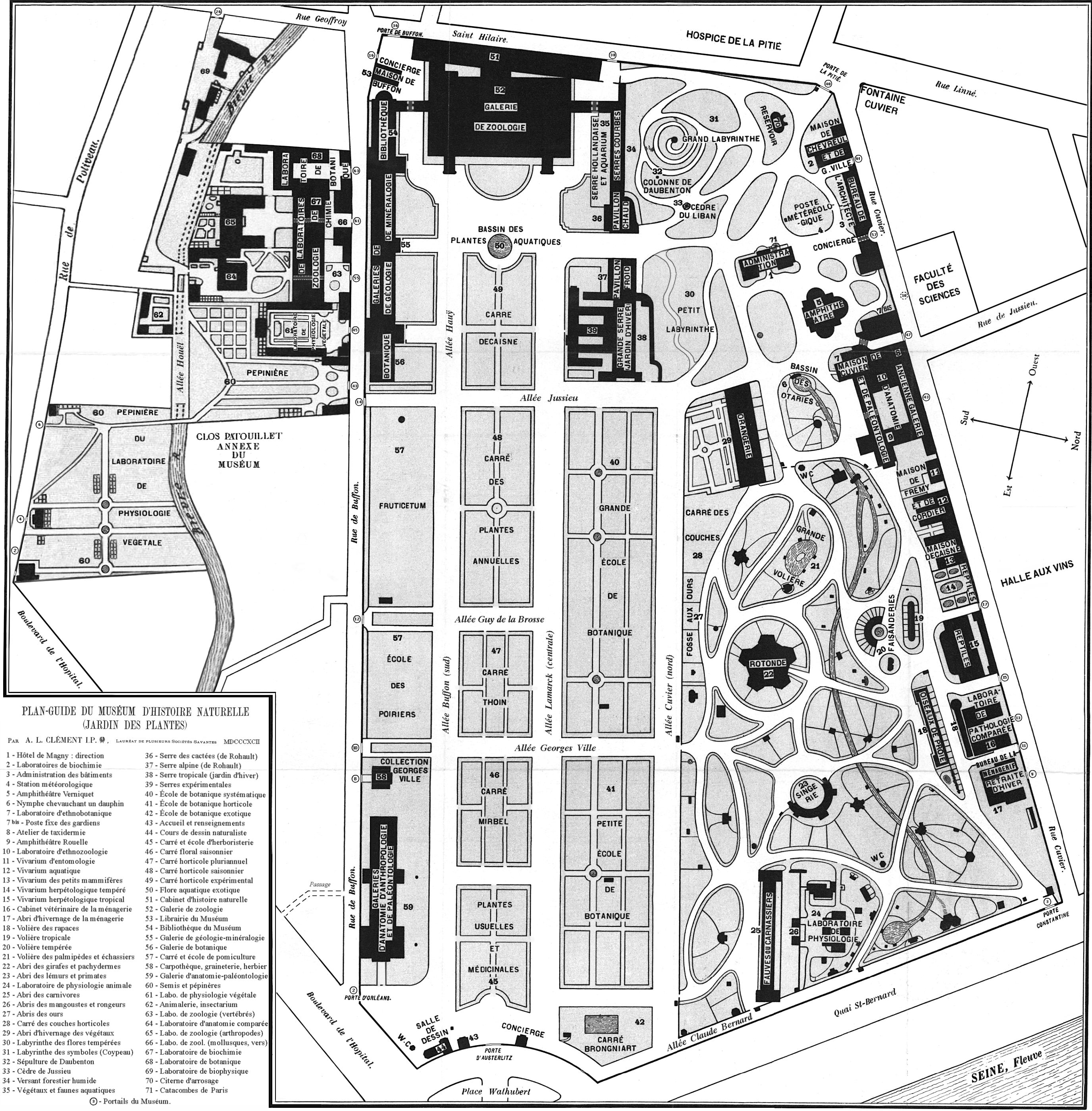
Sur le plan du Muséum d'A. L. Clément (1892) l'allée Houël ne recouvre que partiellement la Bièvre, dans l'enceinte du Muséum national d'histoire naturelle : c'est probablement la situation d'avant 1890.
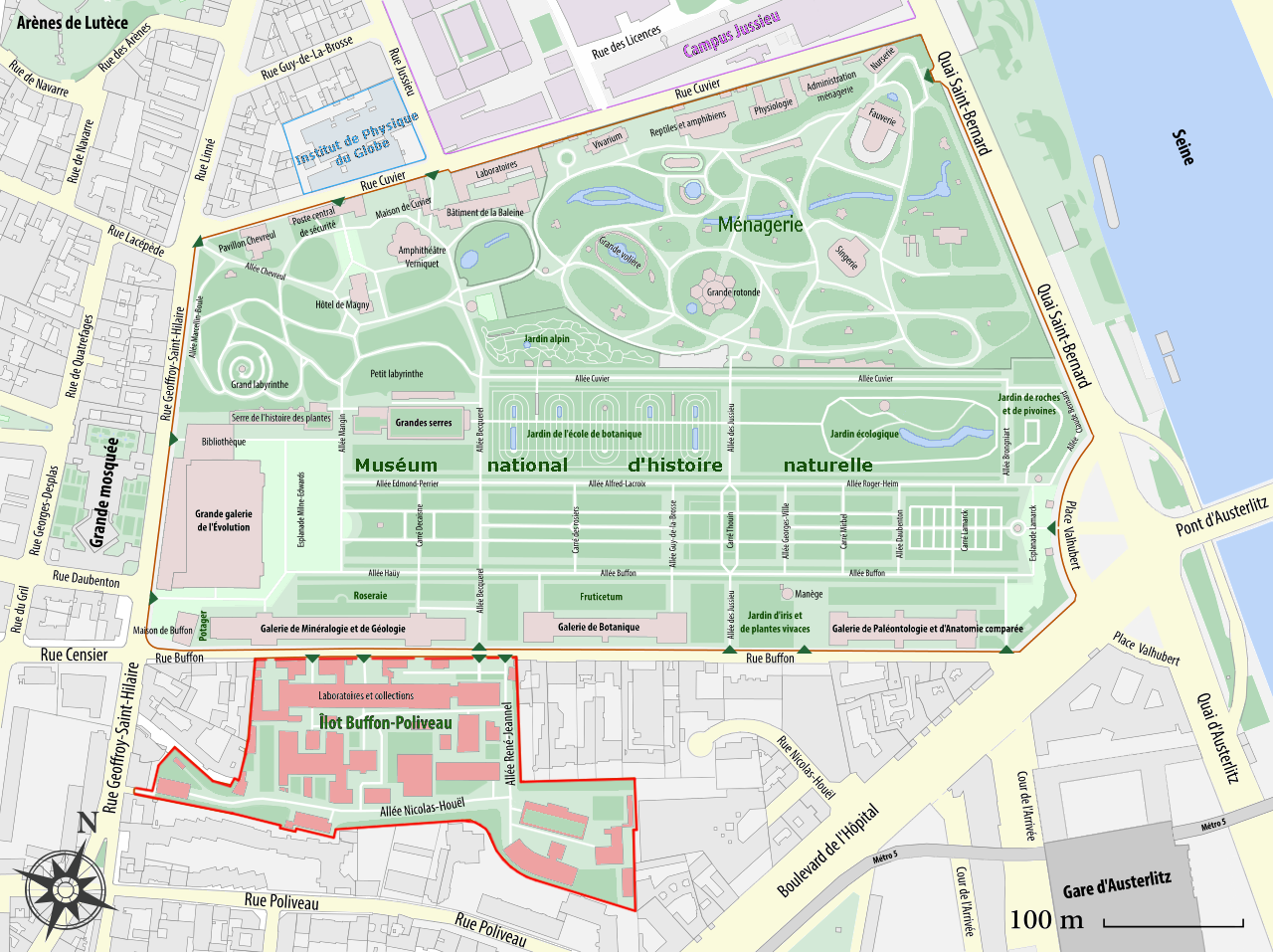
Entouré de rouge le « clos Patouillet » ou « îlot Buffon-Poliveau » (3,5 ha) abrite les laboratoires, semis et graineteries du Muséum national d'histoire naturelle : son allée Nicolas Houël est la partie centrale de l'ancienne rue homonyme.
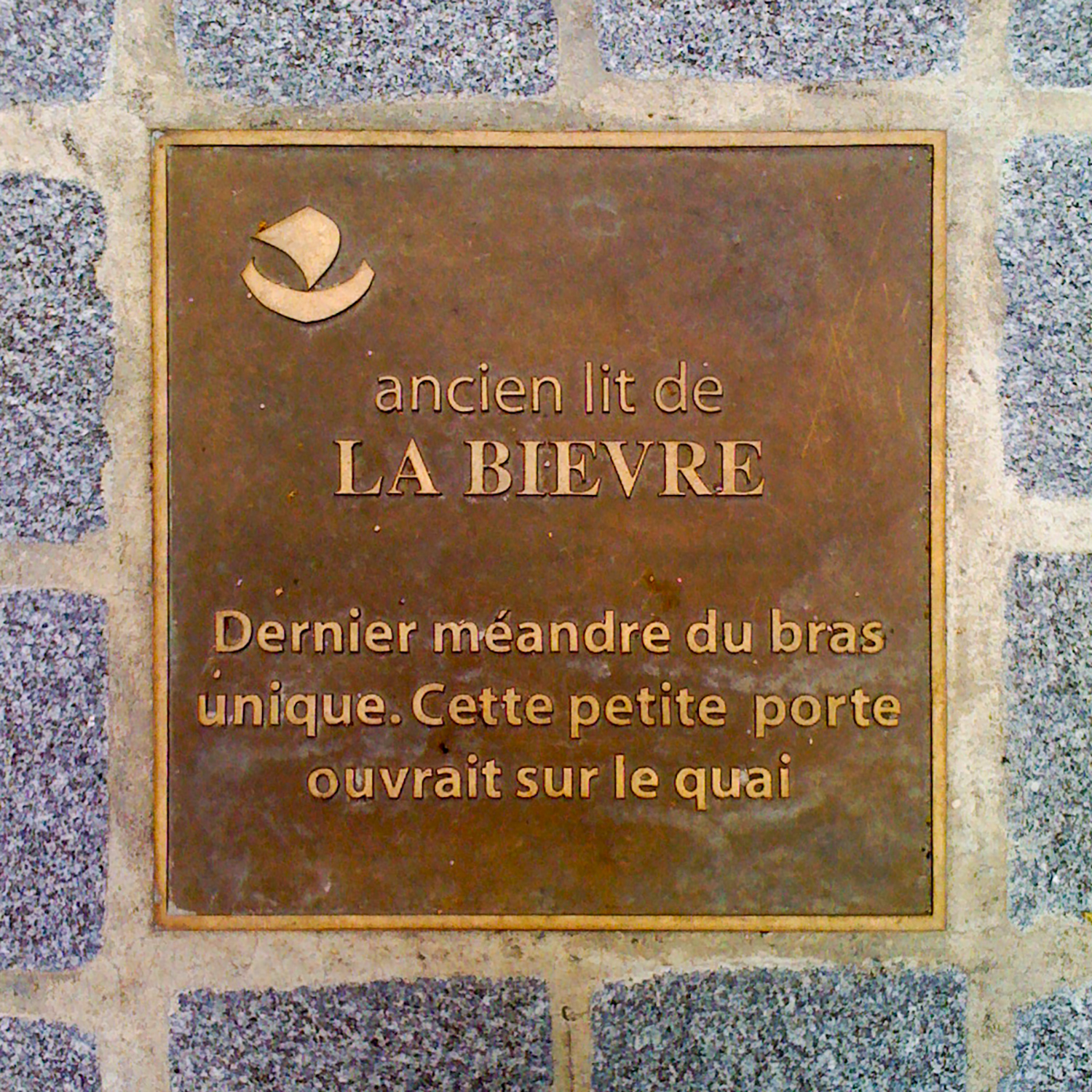
Plaque commémorative du dernier méandre de la Bièvre, non loin du débouché de la rue Nicolas Houël sur le Boulevard de l'Hôpital.
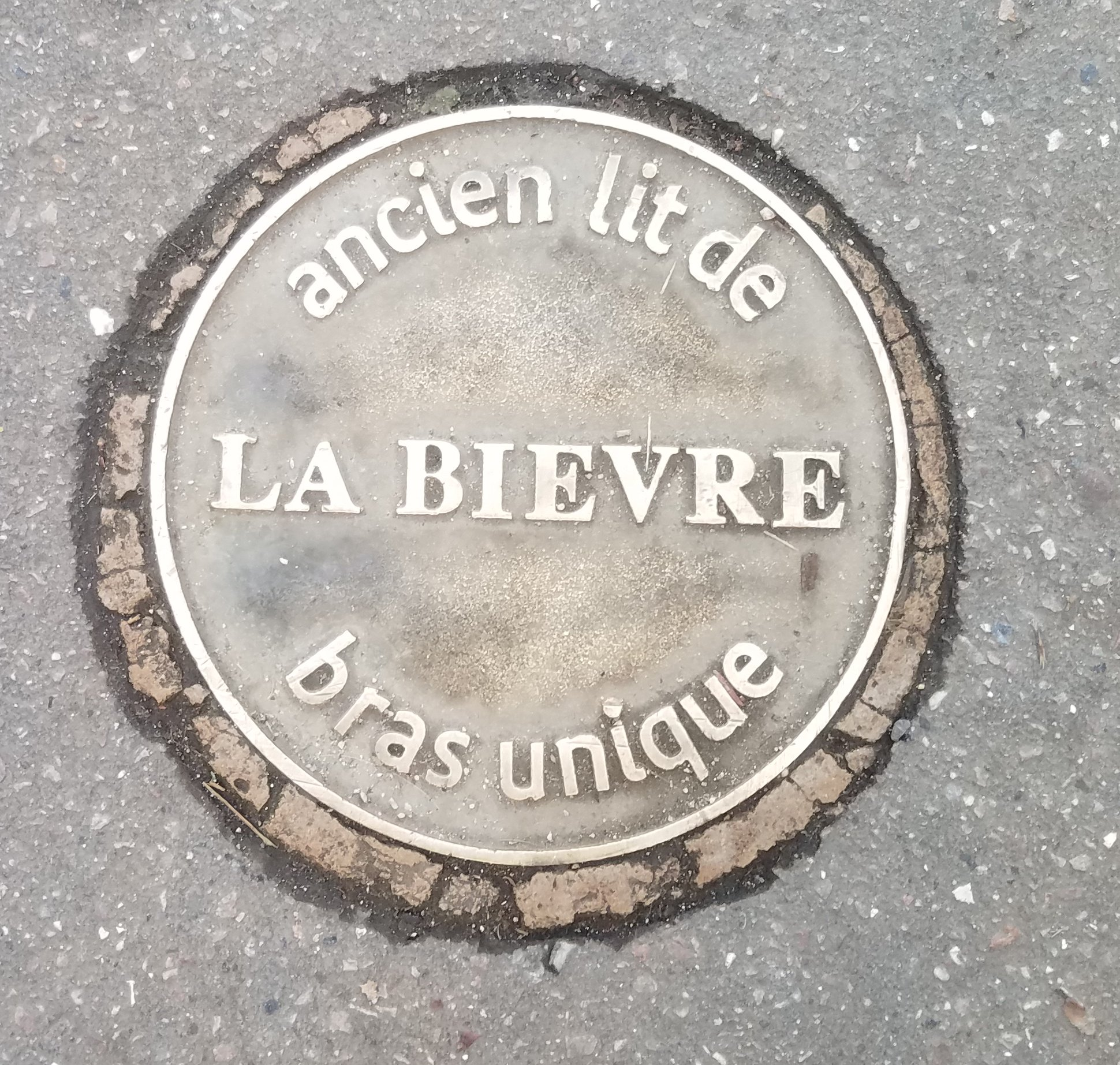
Six médaillons de ce type sont incrustés dans le trottoir entre la plaque précédente et le Boulevard de l’Hôpital.